# 岸本裕史
岸本 裕史（きしもと ひろし、1930年1月20日 - 2006年12月26日）は日本の小学校教師。百ます計算の生みの親。神戸市出身。私立三田中学校卒業。
「見える学力・見えない学力」と言う概念を提起し、日本の教育現場に多くの共鳴者を生んだ。エリート教育と競争否定の双方に反対し、徹底した反復訓練による落ちこぼれ救済の論陣を張る。近年は弟子筋の隂山英男が百ます計算を活用し、小学生の基礎学力向上に成果を見せたことにより話題となった。また、「全国教育科学研究会」委員、月刊『どの子も伸びる』誌編集委員、小学館の通信添削の「ドラゼミ」の総監修者等を務めた。

## 略歴
- 1948年 神戸市の小学校の補助教員として採用。
- 1954年 正式な教員となる。
- 1985年 「学力の基礎を鍛え落ちこぼれをなくす研究会(落ち研)｣（現「学力の基礎をきたえどの子も伸ばす研究会」）結成し、代表となる。隂山英男と小河勝は同研究会の会員。
- 1990年 小学校教師を退職。
- 2006年12月26日 胆嚢癌のため死去、76歳。

## 百ます計算
- 縦10×横10のますの左と上にそれぞれ0から9の数字をランダムに並べそれぞれ交差する合計を記入する計算トレーニングである。
- 朝日新聞のインタビューによると、昭和40年代に児童の発想により生まれ、昭和60年代に「百ます計算」と名づけられたという。

## 主な著書
- 『見える学力見えない学力』（大月書店）
- 『続見える学力見えない学力』
- 『わが子の未来を決める読み書き計算』（角川書店）
- 『どの子も伸びる国語力』（小学館）
- 『どの子も伸びる算数力』
- 『どの子も伸びる見えない学力』
- 『楽しんで算数力・国語力を伸ばす』（清風堂書店）
- 『算数習熟プリント』
- 『漢字習熟プリント』
- 『岸本プリント』

※小学館の学習雑誌各誌でレギュラー執筆を長らく担当していたため、『岸本＝小学館専属』と思われがちだが、昭和61年度にはライバル誌である学研の「1年の学習」巻末の保護者向けページで、1年生の家庭教育について論じた連載記事があった。